# .gy
.gy là tên miền quốc gia cấp cao nhất (ccTLD) của Guyana. Được quản lý và điều hành bởi Đại học Guyana